# Linnanjärvi
Linnanjärvi är en sjö i kommunen Parkano i landskapet Birkaland i Finland. Sjön ligger 120,5 meter över havet. Den är 12 meter djup. Arean är 4,34 kvadratkilometer och strandlinjen är 19,77 kilometer lång. Sjön  ingår i Kumo älvs huvudavrinningsområde.   Den ligger omkring 75 km nordväst om Tammerfors och omkring 240 km norr om Helsingfors. 
I sjön finns öarna Pentinkari, Palokari, Möhönkari och Isosaari. 